# La ilusión viaja en tranvía
La ilusión viaja en tranvía es una película de comedia, drama y aventura mexicana de 1954, escrita y dirigida por Luis Buñuel, y protagonizada por Lilia Prado, Carlos Navarro y Fernando Soto "Mantequilla".
Esta película narra en clave de comedia los diferentes avatares que suceden en un viaje en tranvía por la Ciudad de México.

## Sinopsis
Juan Godínez "El Caireles" (Carlos Navarro) y Tobías Hernández "El Tarrajas" (Fernando Soto «Mantequilla») reparan con antelación el tranvía 133, pero su felicidad se derrumba cuando son enterados de que dicho tranvía, en el que se han pasado media vida trabajando, va a ser retirado del servicio e irá a dar al depósito de desecho, y con ello probablemente su empleo. "Medio jarras", puesto que van a consolarse a una cantina, representan sólo el primer acto de una pastorela de barrio en verso en la que Caireles es Dios y Tarrajas el Diablo y Adán, y la hermana de éste, una honrada, coqueta y a la vez arisca Lupita (Lilia Prado), es Eva. Los dos amigos regresan al depósito de tranvías por cervezas a sabiendas de que el velador está en la pastorela, pero en su ebriedad tienen la ocurrencia de sacar su amado tranvía de la estación para que "le dé el fresco" y darle "una vueltecita" a la gente que dejaron plantada esperando la continuación de la obra teatral y salen con el cuento de que están ofreciendo "Servicio piloto". 
En cada escena, la situación es peor: Primero, esa noche le dan servicio a distintos pasajeros, desde carniceros hasta indigentes y beatas, y quieren devolver el 133 por la mañana, pero se quedan dormidos y no pueden hacerlo. Ponen el aviso de "Especial" para que nadie se suba, pero se ven forzados a recoger a unos niños con una maestra y llevarlos hasta Xochimilco, dejándolos a medio camino. Luego, por haberse estacionado frente a una vía muerta, Tarrajas accidentalmente se da cuenta de que a unos sacos los hacen pasar por "Fertilizante", y siendo que están llenos en realidad de maíz de contrabando en tiempos de escasez, casi los matan. Ante todo esto, Tarrajas tiene la superstición de que la presencia de Lupita les da suerte. Más adelante, el anciano "Papá Pinillos", con fama de malora, se empeñará en delatarlos a como dé lugar.

## Reparto
- Lilia Prado (Lupita)
- Carlos Navarro (Juan Godínez "Caireles")
- Fernando Soto "Mantequilla" (Tobías Hernández "Tarrajas")
- Agustín Isunza (Papá Pinillos)
- Miguel Manzano (Don Manuel)
- Guillermo Bravo Sosa (Braulio el velador)
- José Pidal (El profesor)
- Felipe Montoya (Mecánico)
- Javier de la Parra (Jefe de tránsito)
- Paz Villegas (Doña Mechitas)
- Conchita Gentil Arcos (Pasajera)
- Diana Ochoa (Maestra del internado)
- Víctor Alcocer (Acaparador de maíz)
- Roberto Meyer (Don Arcadio)
- Leonor Gómez (Pasajera)
- Victorio Blanco (Pasajero) (sin crédito)
- José Chávez (Agente de tránsito) (sin crédito)
- Pepe Martínez (Duque de Otranto) (sin crédito)
- José Luis Moreno (Alumno) (sin crédito)
- José Muñoz (sin crédito)
- Manuel Noriega (Don Julio) (sin crédito)
- Agustín Salmón (Empleado) (sin crédito)
- Domingo Soler (sin crédito)
- Mario Valdés (sin crédito)
- Hernán Vera (Matancero) (sin crédito)
- Manuel Vergara (Matancero) (sin crédito)

## Comentarios
El argumento original fue obra de Mauricio de la Serna; y aunque considerada una obra menor de Luis Buñuel, la frescura de esta cinta, fortalecida sobremanera por los magníficos y chispeantes diálogos de barrio que corrieron a cargo de los escritores José Revueltas y Juan de la Cabada, así como del entonces guionista Luis Alcoriza, mantiene su vigencia en las avatares de México: el acaparamiento de granos, las contradicciones del capitalismo, las inamovibles pastorelas navideñas en los barrios de la Ciudad de México, la renovación inmisericorde de los medios de transporte, las supersticiones, la defensa a ultranza de las imágenes cristianas, etc.
En La ilusión viaja en tranvía lo inverosímil irrumpe constantemente en la vida de los personajes, sin que esto conduzca a la alteración definitiva de sus destinos. El trayecto que sigue el tranvía está lleno de incidentes divertidos e insólitos que Buñuel siempre consideró naturales en el contexto mexicano. En el libro "Prohibido asomarse al interior", de José de la Colina y Tomás Pérez Turrent, el cineasta menciona:

"Ustedes saben que en los vehículos públicos en México es posible, o lo era en aquella época, encontrar gente que lleva cajones de fruta, o guajolotes vivos, en fin: las cosas más increíbles, y por eso se me ocurrió que en el tranvía viajaran los obreros del Rastro con los cuartos de res, y las viejas beatas con la imagen de un santo."

Colina, José de la y Tomás Pérez Turrent. Prohibido asomarse al interior. Entrevistas con Luis Buñuel acerca de su filmografía. Publicado en España con el título de "Buñuel por Buñuel" (Madrid: Plot Ediciones, S. A., 1993. ISBN 84-86702-20-8).  

Pese a la simplicidad del filme, la poesía y el surrealismo del cineasta, magnífico creador de imágenes inquietantes, no deja de estar presente en diversas escenas: la versión de la caída de Satán y del pecado original en la pastorela; el mismo Satán disparándole al Espíritu Santo; el Tarrajas que representa a un cándido Adán que es semejante a Satán y no a Dios; Eva calzando zapatos de tacón; la cabeza de un cerdo colgando del pasamanos del tranvía; la escena en que un carnicero ofrece en agradecimiento a Lupita los sesos de un cerdo; el Cristo de la columna ensangrentado; las piernas de una actriz a quien un "Lorenzana" observa desde el tranvía; el avance de Lupita en contrasentido de un rebaño de ovejas. También son dignas de mención insólitas frases como la del jefe de tránsito al Tarrajas y al Caireles al reparar el tranvía antes de tiempo: "... Y ninguno de ustedes olvide que el exceso puede ser perjudicial en todo..., hasta en la eficiencia"; la del profesor a Lupita cuando los dos amigos abandonan la pastorela "Eso pasa por darle el papel de Dios a cualquiera"; el gracejo popular de Lupita al velador "Ya me maliciaba que era puro invento de ellos... de puro traviesos"; o la de Tarrajas cuando le suplica a un burgués y a una estadounidense "¡Mejor no pague!" y "¡No pague miss!". Habría que agregar la lección acerca de la Inflación que el profesor y director de la obra de la pastorela le da a Braulio, el velador. En el filme también se pueden localizar los pilares de las cintas de Buñuel: la religión, el erotismo, la política. También se plantea la esencia funcional de la valía con los tres personajes principales y el velador, y la denostación a los soplones, típica de Buñuel.
Debido a la variedad de temáticas de "La ilusión viaja en tranvía", la cinta suele formar parte de los cineclubes universitarios en todo el mundo, junto con otras cintas extranjeras consideradas "Cinema como instrumento de la poesía".
La cinta constituyó la última participación de Lilia Prado con Luis Buñuel; anteriormente habían trabajado en Subida al cielo y Abismos de pasión. Es famoso el fotograma de la película en el que Lupita (Lilia Prado), aborda el tranvía mostrando parte de su muslo, ante las miradas de Caireles y Tarrajas, que en su época causó cierta sensación y ahora es frecuente encontrarle tanto en cantinas como en exposiciones del cine mexicano y de la Ciudad de México. En Subida al cielo Lilia Prado realizó una escena similar, en aquella ocasión abordando un autobús; sin embargo, la similitud va más allá de lo argumental:

"Es cierto que en ambas películas aparece Lilia Prado haciendo el mismo gesto de subirse al transporte, con un pie en el estribo y la falda a medio muslo" -dice Buñuel. "Reconozco que aquí se trata de algo muy mío, de mi juventud y de la de cualquiera de mi generación. Cuando las mujeres, con aquellas faldas largas, subían al tranvía, le echábamos la vista, para ver si enseñaban algo de pantorrilla. Claro, en las dos películas la falda es más corta, y por fuerza Lilia muestra algo de los muslos. Son gestos que se graban."

Colina, José de la y Tomás Pérez Turrent. Prohibido asomarse al interior. Entrevistas con Luis Buñuel acerca de su filmografía. Publicado en España con el título de "Buñuel por Buñuel" (Madrid: Plot Ediciones, S. A., 1993. ISBN 84-86702-20-8). 

Este filme sería uno de los pocos de los que Buñuel no se quejaría ya fuera por recorte de presupuesto, por huelgas del sindicato o por la calidad de los actores en México (otras excepciones fueron Nazarín y Ensayo de un crimen), y ocupa el lugar 95 dentro de la lista de las 100 mejores películas del cine mexicano, según la opinión de 25 críticos y especialistas del cine en México, publicada por la revista Somos en julio de 1994. 
Las 100 mejores películas del cine mexicano